# 한명희 (서울특별시의원)
한명희(韓明姬, 1952년 4월 19일 ~ )는 대한민국의 여성노동운동가이다. 제8·9대 서울특별시의원을 역임했다.

## 학력
- 한일장신대학교 사회복지학부 졸업
- 성공회대학교 NGO대학원 실천여성학 석사 과정 졸업

## 경력
- 미래여성리더십센터 소장
- 제5대 한국여성단체연합 공동대표 (지하은희와 함께 역임)
- 2002년 국민훈장 목련장 수훈
- 제8대 서울특별시의원 (2010년 7월 ~ 2014년 6월)
- 제8대 서울특별시의회 여성특별위원회 위원장 (2010년 8월 ~ 2012년 8월)
- 제8대 서울특별시의회 보건복지위원회 위원 (2012년 7월 ~ 2014년 6월)
- 제8대 서울특별시의회 정책연구위원회 위원 (2012년 9월 ~ 2014년 6월)
- 제9대 서울특별시의원 (2014년 7월 ~ 2018년 3월)

## 역대 선거 결과
|  | 25.17% |

|  | 40.99% |

|  | 53.66% |